# 竹聯幫仁堂
仁堂，是台灣廣域性黑社會組織竹聯幫直系堂口，作風兇殘好鬥之黑社會團體，主要活動於台北市與新北市，總成員數萬人。
旗下分會：
弘仁會
育仁會
明仁會
旭仁會
文仁會

## 簡歷
1980年代，竹聯幫開始著手將組織企業化，並在1982年陸陸續續設立完成最初8個分堂，仁堂為其中之一，由綽號「小項」的項美華擔任堂主。
仁堂主要活動區域為北市中山、大安區，經濟來源為當舖、暴力討債、高利貸、工程圍標與經營賭場等，近年2001年代也介入搖頭舞廳，賺起毒品及走私軍火等不法生意。
1984年代前後，竹聯幫再度擴展勢力版圖，由當時的副堂主「二馬」馮在政於仁堂分出，創立北堂成為直系堂口。1990年代幫內編制改革，仁堂將原本僅有女性成員的直系堂口花堂，編入仁堂體制內創立仁堂蘭花會。
2001年，警方破獲仁堂位於台北市長安東路一段與新生北路三段等多處堂口，查獲仁堂大量軍火、大麻等毒品，並逮捕堂內大哥「小寶」饒偉生，警方同時透露目前仁堂以饒偉生為主軸在運作，他也是北聯幫大哥饒台生的弟弟。
2008年，仁堂分會弘仁會與直系堂口和堂爆發多次槍擊事件，引起軒然大波，因毒品及地盤利益談不攏照成的內訌，引起警方及竹聯幫高層的關注。幫內高層極力緩和雙方勢力的仇隙，同時警方也極力掃蕩與監控兩派人馬，但終究造成多起槍擊事件與死傷。也使得弘仁會近年來聲名大噪，知名度遠高於上頭的仁堂。
2008年，台北市信義區疑竹聯幫尊堂近20人砸同幫派仁堂份子林姓成員停放在門口的轎車，警方循線先逮4人，詢後先依公共危險罪嫌送辦。
2020年   竹聯幫仁堂育仁會史姓組長，去年以科技公司為掩護，設立「竹聯仁堂育仁會育新組」犯罪組織，指揮手下從事暴力犯罪，例如把人強押上山恐嚇取財，或拘禁他人勒索錢財，甚至下令砍人，新北地檢署今依違反組織犯罪條例中的「發起主持犯罪組織」等罪嫌起訴史男
2021- 台北市中山區日前發生「潑蟑之亂」，警方追查發現幕後黑手是竹聯幫育仁會成員，雙北警方聯手出擊掃蕩育仁會 台北市3日晚間發生震驚全國的義警餐敘「潑蟑螂」案，4名涉案年輕人去年在臉書發表「跳槽宣言」，宣布從北聯幫轉投竹聯幫育仁會，如疑似私下收錢教訓欠債的餐廳老闆，案發後包括北聯幫、育仁會都被點名， 竹聯幫仁堂近年積極在雙北市增加分會組織，到處招兵買馬，育仁會以手段兇殘聞名

2023年，仁堂分會明仁會、旭仁會 連兩天在萬豪酒店包場辦春酒，警政署視為公然挑釁公權力，下令全台執行「靖城專案」實施高強度威力掃蕩。

## 歷任堂主
- 首任：「小項」項美華 (1982年-?)
  - 副堂主：「二馬」馮在政 (1982年-1984年?) -後分出創立北堂。
- 二任：「麥可」許瑞弘。
- 第三任：「Sam」葉益懷

## 外部連結
- 竹聯幫仁堂明仁會辦春酒 大批警力嚴陣以待 （页面存档备份，存于）
- 竹聯幫4月上旬預謀從菲律賓以進口注塑機，非法進口109支長短槍及萬發子彈來台，透過同夥安排租倉庫及收貨人。檢警調接獲情資，前往槍枝藏放地點，逮捕收貨人陳建斌及林清和，再前往新加坡將廖男押回，循線逮捕相關人員。基隆地檢署近日偵結，依違反槍砲彈藥刀械管制條例，將廖男等6人起訴。 https://news.ltn.com.tw/amp/news/society/breakingnews/2482503